# The King and I
The King and I è un musical con musiche di Richard Rodgers e libretto di Oscar Hammerstein II, debuttato a Broadway nel 1951. Quinta collaborazione tra Rodgers e Hammerstein, il musical è tratto dal romanzo storico di Margaret Landon Anna e il re (1944), a sua volta basato sull'autobiografia di Anna Leonowens The English Governess at the Siamese Court (1870). Così come i libri da cui è tratto, il musical narra l'esperienza di Ms Anna Leonowens come istitutrice dei figli del Re del Siam Mongkut e del suo tentativo di modernizzare culturalmente il sovrano e tutto il Paese. Debuttato al Teatro Saint-James di New York il 29 marzo 1951, The King and I rimase in scena per tre anni – diventando quindi il quarto musical più longevo nella storia di Broadway, all'epoca – e fu successivamente riproposto sulle scene statunitensi in numerosi revival e tour, oltre a godere di un grande successo internazionale.
Il successo iniziale del musical fu ulteriormente consolidato dall'omonimo adattamento cinematografico ad opera di Walter Lang (1956), con Deborah Kerr nel ruolo di Ms Anna e Yul Brynner in quello del Re del Siam. Il film vinse cinque Premi Oscar e Brynner, che aveva già interpretato il ruolo nella produzione originale di Broadway (vincendo il Tony Award al miglior attore non protagonista in un musical) e nel primo tour statunitense, vinse l'Oscar al miglior attore. In seguito, Brynner tornò a interpretare il Re anche nel tour statunitense del 1976 e nei revival di Londra del 1979 e di Broadway nel 1977 e 1985: in totale, ricoprì i panni del Re del Siam per 4625 repliche.

## Fonti storiche
Mongkut ascese al trono siamese all'età di quarantasette anni, nel 1851, dopo aver passato gran parte della propria vita come monaco buddhista. La sua formazione e vita religiosa lo aiutarono a costruirsi una vasta cultura, uno stile di vita ascetico e una buona conoscenza delle lingue occidentali, tutte doti che gli tornarono utili dopo la morte del fratello, re Rama III. Asceso al trono di un periodo di turbolenza politica e mentre Gran Bretagna e Stati Uniti spostarono le proprie mire economiche nel Sud-est asiatico, Mongkut riuscì a garantire e mantenere l'indipendenza della propria nazione, pur aprendosi in parte alla cultura occidentale. Nel 1861, Mongkut ordinò a Tan Kim Ching, politico siamese di stanza a Singapore, di trovargli una governante e istitutrice britannica per i suoi figli. La comunità inglese a Singapore era ancora ridotta, ma Ching riuscì a trovare Anna Leonowens, giunta due anni prima nella colonia. Leonowens era la figlia anglo-indiana di un soldato dell'esercito indiano e della vedova di Thomas Owens; giunta a Singapore, Ms Anna affermò di essere la vedova di un ufficiale e giustificò la carnagione scura dicendo di venire dal Galles. La bugia fu scoperta solo molti anni dopo la morte della donna, quando il musical era già stato scritto.
Dopo aver ricevuto l'invito del re, Ms Anna mandò la figlia Avis in Inghilterra, perché ricevesse i benefici di un'istruzione inglese, e portò con sé a Bangkok il figlio di 5 anni, Louis. Dopo una richiesta iniziale di 150$ mensili nella valuta di Singapore, il re e Ms Leonowens si accordarono per 100$ al mese e Anna ricevette anche un'abitazione vicino alla corte, perché potesse mantenersi in contatto con la comunità europea. Il re aveva già provato ad affidare l'educazione dei figli e dell'harem a dei missionari cristiani, ma li licenziò quando scoprì che in realtà stavano solo tentando di convertirli. Nel 1867, Ms Anna prese sei mesi di licenza per visitare la figlia Avis in Inghilterra e trovare un collegio in Irlanda per Louis.  Tuttavia, a causa di diversi rimandi, Anna si trovava ancora nel Regno Unito quando Mongkut si ammalò e morì nel 1868. Anna Leonowens non tornò mai in Siam, ma restò in contatto con il re Chulalongkorn, il suo ex-studente, per tutta la vita.

## Creazione e sviluppo
Nel 1950 Fanny Holtzmann, agente e legale di Gertrude Lawrence, stava cercando un nuovo successo per la sua cliente, che – all'epoca cinquantunenne – era considerata in declino e che non recitava in un musical dalla chiusura di Lady in the Dark nel 1943. Quando l'agente di Margaret Landon le mandò una copia di Anna e il re del Siam, la Holtzmann lo considerò perfetto per la sua cliente, che acquistò i diritti per un adattamento teatrale del romanzo. La Holtzmann propose a Cole Porter di scrivere la colonna sonora, ma il compositore declinò. La seconda scelta dell'avvocato era Noël Coward, ma i suoi piani cambiarono quando incontrò Dorothy Hammerstein, la moglie di Oscar, a Manhattan. Hotzmann chiese alla signora Hammerstein di far leggere al marito il libro della Landon e di chiedergli di scrivere un musical per Gertrude Lawrence. Sia Dorothy Hammerstein che Dorothy Rodgers avevano già il letto il libro nel 1944 e lo avevano già suggerito ai rispettivi mariti come base per un musical. Dorothy Hammerstein era anche amica della Lawrence, con cui aveva recitato a Broadway e in tournée nel 1925, in André Charlot's London Revue of 1924.
Rodgers e Hammerstein avevano già scartato il libro della Landon, ritenendolo troppo episodico per un musical, ma cambiarono idea dopo aver visto il film di John Cromwell Anna e il re del Siam (1946) con Rex Harrison e Irene Dunne: il film infatti risolse molti dei problemi della struttura del romanzo su cui era basato, unendo gli episodi della Landon in una trama coerente. Il duo era anche preoccupato all'idea di scrivere uno spettacolo specificamente per una star, dato che la Lawrence richiedeva stipendi elevati, aveva un carattere difficile e, con il passare degli anni, la sua voce era peggiorata e stonava spesso. Tuttavia, erano entrambi fan del grande talento della Lawrence e, pur di recitare nel musical, l'attrice rinunciò al suo potere di veto sul casting e sul regista, lasciando tutto il controllo creativo nelle mani di Rodgers e Hammerstein. Nel rimaneggiare il romanzo, Hammerstein rinunciò alla possibilità di creare una tensione romantica tra il Re ed Anna, relegando nella sottotrama l'elemento amoroso: l'amore segreto tra Tuptin e Lun Tha non solo diede una dimensione emotiva più profonda al musical, ma permise a Rodgers di scrivere canzoni più complesse che la Lawrence non sarebbe stata in grado di cantare. Un altro importante cambiamento rispetto al romanzo della Landon fu concludere il musical con la morte del Re. Hammerstein cominciò a scrivere il libretto a Londra, mentre seguiva il primo allestimento inglese del musical Carousel.
Rodgers decise di non includere musica Thai nel musical, temendo che il pubblico americano la trovasse poco accessibile, e scrisse una colonna sonora “orientaleggiante”, ricorrendo soprattutto alla quinta giusta. Hammestein, intanto, si occupò di ricreare il modo di parlare del Re in modo che riflettesse il suo carattere: frasi brevi e brusche, molte domande, uno stile enfatico. Il carattere del Re fu anche addolcito rispetto al romanzo della Landon e al film del 1946: nel musical sono assenti la tortura e il rogo di Tuptin e Lun Tha. Hammerstein finì il libretto prima che Rodgers, tormentato da dolori alla schiena, finisse la colonna sonora e contattò lo scenografo Jo Mielziner e la costumista Irene Sharaff affinché cominciassero a lavorare al progetto. Grazie alla consulenza dello stilista Jim Thompson, la Sharaff si fece mandare dei tessuti dalla Thailandia e, basandosi su fonti storiche, ricreò abiti tipici siamesi del diciannovesimo secolo. Il produttore Leland Hayward, che aveva già collaborato con Rodgers e Hammerstein per South Pacific, contattò Jerome Robbins perché coreografasse il balletto ispirato alla capanna dello zio Tom e, entusiasta del progetto, Robbins chiese di coreografare anche il resto del musical. Gli autori avevano previsto pochi momenti danzati, ma Robbins ottenne i permessi necessari e le sue coreografie nei numeri "The Small House of Uncle Thomas" e “March of the Royal Siamese Children" ottennero grandi plausi. Robert Russell Bennett fu ingaggiato per orchestrare le musiche di Rodgers, mentre a Trude Rittmann spettò il compito di arrangiare la musica per i balletti.
Anche se originariamente concepito come un ruolo secondario e subalterno a Ms Anna, Rodgers e Hammerstein volevano un nome noto nel ruolo del Re del Siam. Le prime scelte degli autori erano Rex Harrison, già protagonista del film del 1946, e Noël Coward, ma entrambi erano già impegnati. Alfred Drake, protagonista di Oklahoma!, il primo successo di Rodgers e Hammerstein, fu scartato perché troppo esoso e, poco prima dell'inizio delle prove, Mary Martin propose agli autori Yul Brynner, che era stato sua collega nel musical Lute Song nel 1946. L'audizione di Brynner colpì molto favorevolmente gli autori, che lo assunsero al termine della stessa; Alfred Drake avrebbe poi sostituito Brynner nel corso delle repliche a Broadway. Le prove cominciarono nel gennaio 1951 e un regista fu trovato solo all'ultimissimo momento. Hammerstein avrebbe voluto Josh Logan alla regia, come era già successo per South Pacific, ma Logan declinò l'offerta. Alla fine, John William Van Druten fu scelto per dirigere il musical. Il budget del musical era altissimo per l'epoca, duecentocinquantamila dollari (che nel 2017 sarebbero 2360000$), e tra gli investitori figuravano Hammerstein, Rodgers, Logan, Martin, Billy Rose ed Hayward. I numerosi bambini nei ruoli dei giovani principi e principesse venivano da diversi background etnici, inclusi italiani e portoricani, ma nessuno era thai. Johnny Stewart fu il primo interprete dell'erede al trono Chulalongkorn, ma lasciò la produzione dopo soli tre mesi e venne sostituito da Ronnie Lee. Furono presi nel cast anche Sandy Kennedy nel ruolo di Louis e il veterano di Broadway Larry Douglas in quello di Lun Tha. Poco prima dell'inizio delle prove, Rodgers fece sentire a Gertrude Lawrence tutte le canzoni, incluse le sue, cantate da Doretta Morrow, che interpretava Tuptim. La Lawrence ascoltò educatamente, ma il giorno seguente fu molto fredda con il compositore, dato che aveva creduto che Rodgers la volesse umiliare mostrandole le doti canore di una cantante ben più dotata di lei. Nonostante la diffidenza iniziale, Rodgers e Hammerstein furono molto colpiti dalla Lawrence, il cui talento da attrice riusciva anche a colmare le lacune del canto. La costumista, intanto, riuscì a convincere Brynner a radersi il capo, creando il look che l'attore avrebbe sfoggiato per il resto della sua carriera. Il cancro al fegato che alla fine l'avrebbe uccisa aveva già cominciato a creare problemi alla Lawrence, che perse numerose prova tra cui la prova generale prima del debutto nel periodo di rodaggio a New Haven. La prima rappresentazione, dalla durata di quasi quattro ore, andò in scena il 27 febbraio 1951 e, nonostante la laringite della primadonna, lo spettacolo fu un successo. Rodgers e Hammestein tagliarono quasi quarantacinque minuti, tra cui "Now You Leave" di Lady Thiang, “Who Would Refuse?” (l'unico assolo del Kralahome) e “Waiting”, un terzetto tra Anna, il Re e il Kralahome. Rimasto senza canzoni, Mervyn Vye abbandonò il cast e John Juliano lo sostituì nel ruolo del Kralahome.

## Trama

### Primo Atto
Bangkok, 1862. Anna Leonowens, una vedova e istitutrice gallese, arriva in Siam su richiesta del re Mongkut per insegnare l'Inglese e gli usi e i costumi occidentali ai principi e alla consorti reali. Approdati al porto di Bangkok, Anna e il figlio Louis vengono accolti dal Kralahome, il primo ministro siamese. Il ragazzino è spaventato dall'aspetto minaccioso del funzionario, ma la madre lo incoraggia e gli consiglia di fischiettare per scacciare la paura (I Whistle a Happy Tune). Il Kralahome vuole portarli a palazzo, ma Ms Anna si indigna: questa è una chiara violazione del contratto, dato che le era stata promessa una casa in separata sede dalla corte. La donna considera la possibilità di tornarsene a Singapore, ma alla fine segue il Kralahome. Dopo alcune settimane, Louis e Anna sono ancora ospiti del Re a palazzo e il sovrano riceve una delegazione birmana che gli regala la schiava Tuptim, per farne la sua sposa. Tuptim è innamorata di Lun Tha, un accademico birmano della delegazione, e i due vivono una relazione clandestina: rimasta sola, Tuptim afferma che il Re potrà anche avere il suo corpo, ma non il suo cuore (My Lord and Master). Anna viene finalmente presentata al Re, che le espone il suo piano per modernizzare il Paese, ma che ignora le proteste della donna sulla casa che le era stata promessa. Le mogli del sovrano sono incuriosite dalla vita e dall'abbigliamento della nuova tutrice e Ms Anna racconta loro del marito Tom (Hello, Young Lovers). Il Re presenta ad Anna i suoi figli, che sfilano davanti a loro in una lunga processione: tra loro anche Chulalongkorn, figlio di Lady Thiang ed erede al trono (March of the Royal Siamese Children).

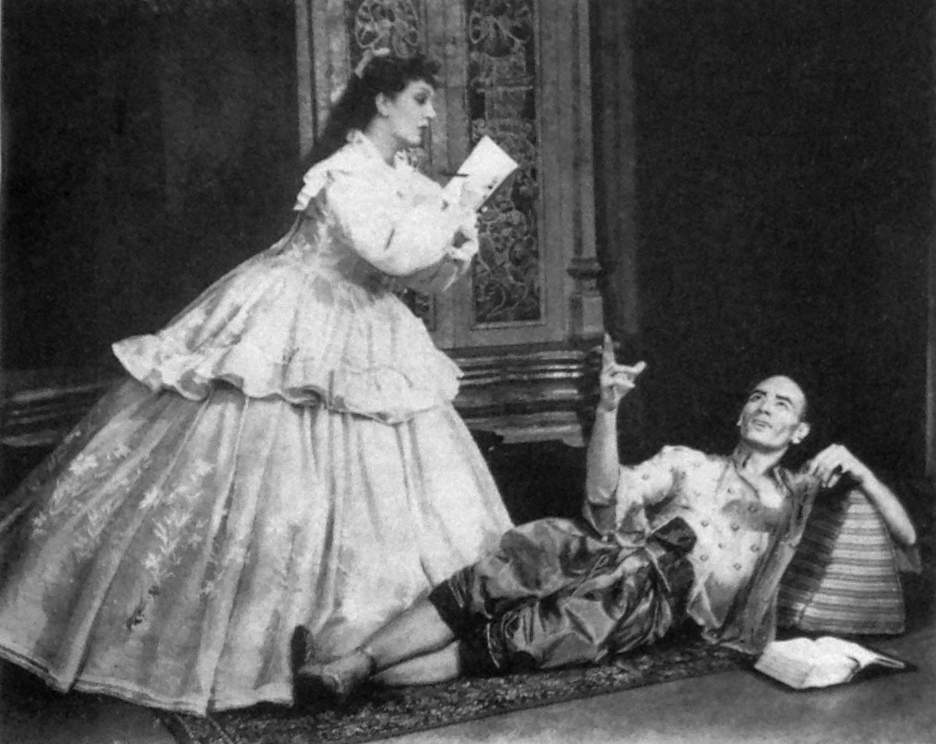
Il Re (Brynner) detta una lettera a Ms Anna (Lawrence). Broadway, 1951

Anna non ha ancora rinunciato all'idea di possedere una casa propria e, per ripicca, insegna ai bambini filastrocche e canzoni che esaltano le virtù domestiche. Il Re è irritato, ma gli impegni politici gli impediscono di discutere anche con l'insegnante, dato che le mire economiche dell'Inghilterra gli danno già abbastanza preoccupazioni (A Puzzlement). Mentre i principini e le regine studiano l'inglese (The Royal Bangkok Academy), scoprono con grande disappunto che il Siam è solo un minuscolo stato sulla carta geografica che Ms Anna mostra loro (Getting to Know You). Il principe Chulalongkorn si mette a polemizzare con l'insegnante e in quel momento il Re irrompe in classe, seccato dal disordine e dalla mancanza di "metodi scientifici". Ordina ai figli di credere a tutto quello che Anna insegna loro ma, in privato, rimprovera la donna per la sua insistenza sulla casa. Anna insiste e, forte del contratto e della promessa fattale dal Re per lettere, minaccia di lasciare il Siam; il sovrano si infuria e le ordina di obbedire, dato che anche lei è una delle sue serve. Anna rigetta aspramente la definizione e si ritira nei suoi alloggi, mentre il Re pone fine alla lezione. Louis e Chulalongkorn sono sorpresi dal comportamento dei genitori e sospettano che neanche gli adulti sappiano quale sia la cosa giusta da fare (A Puzzlement - Reprise). Fingendo di aspettare Ms Anna, Tuptim resta da sola nell'ombra, dove viene raggiunta da Lun Tha (We Kiss in the Shadow).
Sola nella sua camera, Anna ripensa alla discussione avuta col Re e si infuria (Shall I Tell You What I Think of You?). Lady Thiang, capo dell'harem e madre dell'erede al trono, spiega ad Anna che il Re è preoccupato per il modo in cui lui e il suo regno vengono descritti in Occidente e teme che il Regno Unito voglia trasformare il Siam in un protettorato. Anna è turbata dal fatto che in Europa il Re venga considerato un barbaro dato che, anche se furiosa con lui, non condivide il giudizio; Lady Thiang allora chiede ad Anna di aiutare il Re, un uomo difficile ma meritevole d'amore (Something Wonderful). Anna va dal Re, che le rivela che un'ambasciata britannica sta per giungere in Siam e dal suo incontro con i delegati inglesi dipende il futuro del Siam. Anna suggerisce al Re di accogliere i visitatori in stile europeo, con le mogli vestite all'occidentale e intrattenimenti adatti al pubblico inglese: Tuptim ha scritto un adattamento teatrale di un libro che Anna le ha prestato, La capanna dello zio Tom, e quella sarebbe la perfetta occasione per metterlo in scena. Il Re accetta il suggerimento - spacciandolo per proprio - e riunisce la famiglia reale per pregare per la buona riuscita del piano (Buddhist Prayer/Act 1 Finale).

### Secondo Atto

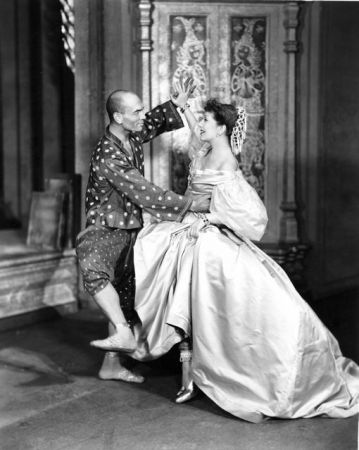
Ms Anna (Lawrence) ed il Re (Brynner) nel numero Shall We Dance?

Mentre le donne si lamentano dei nuovi abiti occidentali (Western People Funny), Anna realizza di non aver pensato a della biancheria per loro. Questa mancanza diventa evidente all'arrivo della delegazione inglese: le mogli, spaventate dal monocolo di Sir Edward Ramsey - un vecchio amico di Anna - si sollevano le sottane e corrono via. Sir Edward ignora l'incidente e chiede a Ms Anna di ballare in memoria dei vecchi tempi ma il Re, geloso, li interrompe e ricorda loro che le danze sono per dopo la cena. Mentre si prepara ad andare in scena, Tuptim incontra Lun Tha e gli ordina di tenersi pronto a scappare, dato che lei ha ideato un piano di fuga da attuare subito dopo la fine dello spettacolo (I Have Dreamed). Anna li trova da soli nel corridoio e dice a Tuptim di prepararsi per lo spettacolo; rimasto solo con l'insegnante, Lun Tha le rivela il loro piano e Ms Anna gli fa i migliori auguri (Hello, Young Lovers - Reprise).
Lo spettacolo narrato da Tuptim è un trionfo: il romanzo di Harriet Beecher Stowe è stato riadattato sotto forma di un balletto tipico siamese e riletto in chiave buddista. Tuttavia, il sentimento anti-schiavista dello spettacolo urta il Re, che si rivede nella figura di Simon Legree. I britannici però sono stati favorevolmente colpiti e, al termine della cena, Sir Edward rivela che il rischio che il Siam diventi un protettorato è svanito. La notizia non riesce ad allietare il Re, ancora turbato dallo spettacolo di Tuptim. Tuttavia, il Re è grato a Ms Anna per tutto quello che ha fatto per lui e le regala un anello come simbolo della propria riconoscenza. La polizia segreta informa il Re che Tuptim è sparita ed il sovrano intuisce che Ms Anna era a conoscenza della fuga della giovane sposa. L'insegnante risponde di non capire perché al Re dovrebbe importare della ragazza, dato che per lui è solo una delle tantissime mogli. Il Re è deliziato dal fatto che Anna stia finalmente entrando nell'ottica siamese e ribadisce la sua visione sulle donne (Song of the King). Il Re chiede ad Anna di insegnargli a ballare la polka, la danza che le ha visto ballare con Sir Edward, e la tutrice gli spiega i passi e balla con lui (Shall We Dance?). L'arrivo del Kralahome interrompe la danza e il suo annuncio guasta l'atmosfera: Lun Tha è morto e Tuptim è stata catturata. La ragazza nega la relazione con il birmano, ma il Re decide di punirla ugualmente. Tuttavia, sotto lo sguardo furente di Ms Anna, il Re non riesce a frustare la ragazza; ordina quindi alle guardie di portare via Tuptim, che giura di uccidersi. Il Kralahome accusa Anna di aver fatto rammollire il Re e la donna, furiosa e delusa, gli ordina di restituire l'anello al Re, lo informa che salirà sulla prima barca che approderà al porto e rimpiange di essere venuta in Siam.
Sono passati alcuni mesi ed Anna ed il Re non hanno avuto alcun rapporto. Mentre si congeda dai suoi studenti prima di imbarcarsi, Ms Anna riceve una lettera da Lady Thiang, una lettera scritta dal Re nel suo letto di morte: malato di tempo al cuore, il Re non vuole morire senza aver espresso la sua gratitudine a Ms Anna. La famiglia reale e l'istitutrice si riuniscono al capezzale del Re, che convince Anna a riprendersi l'anello e a restare in Siam per assistere il futuro Re. Il sovrano chiede allora a Ms Anna di trascrivere gli ordini del nuovo Re, come aveva fatto un tempo per lui, e Chulalongkorn ordina l'abolizione della pratica del kowtow, così odiata da Anna. Il Re brontola, ma accetta la decisione del figlio e si spegne mentre Chulalongkorn prescrive inchini all'occidentale per uomini e donne. Nonostante i nuovi ordini, tutti i presenti si prostrano per onorare il Re scomparso e l'inizio del regno di uno nuovo (Finale).

## Personaggi e interpreti
| Personaggio     | Descrizione                                                                 | Broadway, 1951    | Altri interpreti |
| --------------- | --------------------------------------------------------------------------- | ----------------- | --- |
| Anna Leonowens  | Vedova gallese ed istitutrice dei principi e delle consorti del Re del Siam | Gertrude Lawrence | Kate Baldwin, Eileen Brennan, Carolee Carmello, Constance Carpenter, Jan Clayton, Barbara Cook, Janie Dee, Leslie Denniston, Sandy Duncan, Maria Friedman, Josefina Gabrielle, Debbie Gibson, Susan Graham, Susan Hampshire, Valerie Hobson, Celeste Holm, Sally Ann Howes, Anne Jeffreys, Rachel Bay Jones, Laura Michelle Kelly, Angela Lansbury, Jan Maxwell, Marin Mazzie, Virginia McKenna, Mary Millar, Hayley Mills, Patricia Morison, Claire Moore, Patrice Munsel, Donna Murphy, Kelli O'Hara, Marie Osmond, Elaine Paige, Betsy Palmer, Mary Beth Peil, Roberta Peters, Stefanie Powers, Faith Prince, Liz Robertson, Risë Stevens, Elaine Stritch, Jo Sullivan Loesser, Constance Towers, Virginia Vestoff, Rachel York, Marti Webb, Betty White |
| Re del Siam     | Sovrano dell'attuale Thailandia, una versione romanzata di re Mongkut       | Yul Brynner       | Joss Ackland, Richard Chamberlain, John Cullum, Alfred Drake, Farley Granger, Kevin Gray, Mark Jacoby, Daniel Dae Kim, Lorenzo Lamas, Jose Llana, Jason Scott Lee, Herbert Lom, Darren McGavin, Paolo Montalbán, Leonard Nimoy, Rudol'f Nureev, Lou Diamond Phillips, Zachary Scott, Ramon Tikaram, Martin Vidnovic, Ken Watanabe, Richard White, Lambert Wilson |
| Lady Thiang     | Madre dell'erede al trono e capo dell'harem reale                           | Dorothy Sarnoff   | Sandra Browne, Ruthie Ann Miles, Patricia Neway, Shezwae Powell, Muriel Smith, Terry Saunders, Joan Almedilla |
| Lun Tha         | Accademico ed inviato birmano, innamorato di Tuptim                         | Larry Douglas     | Jan Mazarus, Seth Riggs, Martin Vidnovic, Sal Provenza, Mario Frangoulis, Patrick A'Hearn, Jose Llana, Sean Ghazi, Ethan Le Phong, Conrad Ricamora, Don McKay, Paolo Montalbán |
| Tuptim          | Schiava birmana condotta a Bangkok per sposare il Re                        | Doretta Morrow    | June Angela, Christine Andreas, Joy Clements, Joohee Choi, Aura Deva, Doreen Duke, Kristin Chenoweth, Ali Ewoldt, Na-Young Jeon, Ashley Park, Suzan Postel, Patricia Welch, Yanlee Zhong |
| Kralahome       | Primo ministro del Re                                                       | John Juliano      | Martin Benson, Saeed Jaffrey, Randall Duk Kim, Ho Yi, Paul Nakauchi, Edmund Lyndeck |
| Chulalongkorn   | Erede al trono siamese                                                      | Johnny Stewart    | Sal Mineo, Jay Ryan |
| Louis Leonowens | Figlio di Anna                                                              | Sandy Kennedy     | Jeffrey Bryan Davis, Jake Lucas |

## Numeri musicali
Primo Atto
- Overture – Orchestra
- "I Whistle a Happy Tune" – Anna e Louis
- "My Lord and Master" – Tuptim
- "Hello, Young Lovers" – Anna
- "March of the Royal Siamese Children" – Orchestra
- "A Puzzlement" – Re
- "The Royal Bangkok Academy" – Anna, Mogli e bambini
- "Getting to Know You" – Anna, Mogli e bambini
- "We Kiss in a Shadow" – Tuptim e Lun Tha
- "A Puzzlement" (reprise) – Louis e Chulalongkorn
- "Shall I Tell You What I Think of You?" – Anna
- "Something Wonderful" – Lady Thiang
- "Buddhist Prayer"/Act I finale – Re & Cast

Secondo Atto
- Entr'acte – Orchestra
- "Western People Funny" – Lady Thiang e mogli
- "I Have Dreamed" – Tuptim e Lun Tha
- "Hello, Young Lovers" (reprise) – Anna
- "The Small House of Uncle Thomas" (Ballet) – Tuptim e mogli
- "Song of the King" – King and Anna
- "Shall We Dance?" – Anna e il Re King
- "I Whistle a Happy Tune" (reprise) – Anna
- "Something Wonderful" (reprise, finale ultimo) – Orchestra

## Produzioni

### Il debutto internazionale

#### Broadway, 1951
Dopo un breve rodaggio a New Haven, The King and I debuttò a Broadway il 29 marzo 1951. Entrambi gli autori erano tesi, temendo non solo che il musical potesse essere un flop (come Allegro, pochi anni prima), ma anche che pubblico e critica lo considerassero inferiore al loro grande trionfo South Pacific, premiato con il Premio Pulitzer alcuni anni prima. Un violento acquazzone colpì Manhattan il pomeriggio della prima, ma cessò prima che gli invitati arrivassero in tempo per lo spettacolo serale; Margaret Landon non fu invitata. I dubbi di Rodgers e Hammerstein furono dissipati dalla recensioni, che acclamarono il musical e la Lawrence, oltre a riconoscere in Brynner una nuova grande star. Il cast, preoccupato per la salute della Lawrence, fu rincuorato dal momento della sua prima apparizione in scena, in cui la diva trasudava il suo caratteristico carisma. Infatti, la sua performance nel ruolo di Ms Anna fu un grande successo personale per Gertrude Lawrence, che già pianificava di riprendere il ruolo anche nella prima londinese del musical e in un futuro adattamento cinematografico.  A giugno il musical vinse cinque prestigiosi Tony Award: miglior musical, miglior attrice (Lawrence), miglior attore non protagonista (Brynner), miglior scenografia e migliori costumi.

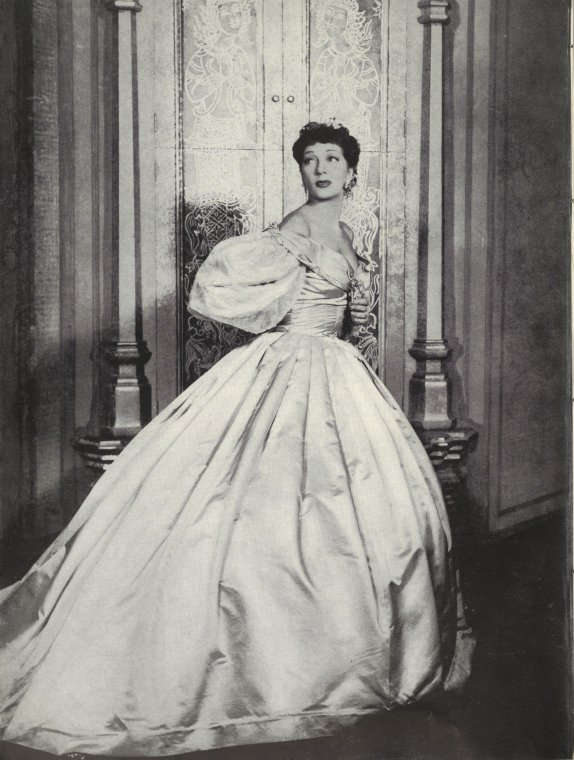
Gertrude Lawrence nel ruolo di Ms Anna (New York, 1977)

Tuttavia, il ruolo di Ms Anna gravò sulla salute già precaria della Lawrence (che ancora non sapeva di avere il cancro): l'abito del secondo atto pesava 34 kg, ogni rappresentazione le richiedeva di camminare o ballare sul palco per un totale di 6,4 km nelle tre ore e mezza della durata del musical. Il ruolo sfiancò l'attrice cinquantaduenne, che non riuscì più ad apparire in tutte le otte repliche settimanali, soprattutto nei mesi estivi: Constance Carpenter, la sua sostituta, interpretò Ms Anna nelle due pomeridiane settimanali per quasi tutta l'estate. Con l'arrivo dell'autunno, Gertrude Lawrence, allora cinquantaduenne, si riprese e tornò a recitare in tutte e otto le repliche settimanali, ma già a Natale la sua salute cedeva nuovamente. Fu ricoverata in ospedale per una settimana per affaticamento cronico e pleurite, ma gli esami non rivelarono la presenza del cancro per cui sarebbe morta nove mesi dopo. Nel febbraio 1952 la bronchite la costrinse a lasciare la produzione per un'altra settimana e il marito, Richard Aldrich, chiese a Rodgers e Hammerstein se fosse possibile chiudere lo show durante la settimana santa per permettere all'attrice di riposarsi. Gli autori rifiutarono, ma le lasciarono sei settimane di pausa quando chiamarono Celeste Holm (già protagonista di Oklahoma! a Broadway) ad interpretare Ms Anna durante l'estate. La qualità delle performance della Lawrence declinava a causa della malattia, creando malcontento nel pubblico e negli autori. Rodgers e Hammerstein si prepararono a licenziarla, scrivendo una lettera in cui le dicevano che stava deludendo 1500 spettatori otto volte a settimana, ma la salute della Lawrence li batté sul tempo. Svenuta dopo una pomeridiana in agosto, la Lawrence fu portata al New York–Presbyterian Hospital, dove entrò in coma e morì il 6 settembre 1952. Solo l'autopsia rivelò che soffriva di cancro al fegato. In suo onore, la replica di The King and I del giorno del suo funerale fu cancellata e le luci di Broadway e del West End londinese furono spente per un minuto in sua memoria. Fu sepolta con addosso l'abito da sera del secondo atto del musical.
Constance Carpenter assunse il ruolo di Anna a tempo pieno e lo interpretò per un totale di 620 repliche. Altre attrici a ricoprire il ruolo dell'istitutrice britannica furono Celeste Holm, Annamary Dickey e Patricia Morison. Pur vantandosi di non aver mai mancato a uno show, Brynner perse alcune repliche a causa di un'appendicite e di un naso fratturato per sbaglio da un servo di scena con un pezzo di scenografia. Sal Mineo fu assunto dapprima come comparsa, poi come sostituto e infine nel ruolo del principe Chulalongkorn. Con il passare delle repliche, Dorothy Sarnoff fu sostituita da Terry Saunders nel ruolo di Lady Thiang, un ruolo che ricoprì anche nell'acclamato adattamento cinematografico del 1956. The King and I chiuse il 20 marzo 1954, dopo essere rimasto in cartellone per 1246 repliche. Il primo tour statunitense partì appena due giorni dopo, il 22 marzo, dal Community Theatre di Hershey, Pennsylvania. Brynner interpretava il Re, Patricia Morison Anna. Il tour andò in scena in trenta città e chiuse il 17 dicembre 1955 allo Shubert Theatre di Filadelfia.

#### A Londra e nel mondo
La prima londinese avvenne l'8 ottobre 1953 al Theatre Royal Drury Lane, con grandi plausi di critica e pubblico, e il musical rimase in scena per 946 repliche. Jerome Whyte curava la regia e il cast comprendeva: Valerie Hobson (Ms Anna), Herbert Lom (Re), Muriel Smith (Lady Thiang) e Martin Benson nel ruolo del Kralahome, un ruolo che avrebbe interpretato anche nel film. Allo scadere dei loro contratti, la Hobson e Lom furono sostituiti rispettivamente da Eve Lister e George Pastell. Le loro interpretazioni furono meno apprezzate, ma il New York Times fece notare che il musical era talmente buono da poter sopravvivere anche a un cast mediocre.
Poco dopo la prima londinese, The King and I debuttò anche in Giappone, Australia e nel resto dell'Europa.

### I primi revival
La New York City Center Light Opera Company mise in scena il primo revival newyorchese di The King and I per tre settimane nell'aprile e maggio 1956; John Fearnley curava la regia, June Graham ricreò le coreografie di Robbins e Jan Clayton e Zachary Scott interpretavano i due protagonisti. Muriel Smith tornò ad interpretare Lady Thiang, un ruolo già ricoperto a Londra, mentre Patrick Adiarte interpretò Chulalongkorn, come nel film. La medesima compagnia ripropose il musical per tre settimane quattro anni dopo, nel maggio 1960, con Barbara Cook (Anna), Farley Granger (Re), Joy Clements (Tuptim) ed Anita Darian (Lady Thiang). Particolarmente apprezzata fu la performance di Barbara Cook, che interpretò Anna come più dignitosa delle interpreti precedenti, una dote che divenne un punto di forza nelle scene con il Re. City Center produsse un terzo allestimento diretto da Fearnley nel 1963, con Eileen Brennan nel ruolo di Ms Anna, Manolo Fabregas in quello del Re e Clements e Darian nei ruoli già interpretati tre anni prima. La quarta e ultima produzione della City Center andò in scena nel 1968, con Michael Kermoyan nel ruolo del Re e Constance Towers in quello di Anna. Nelle tre produzioni degli anni 60, Yuriko (l'originale Eliza a Broadway) ricreò le coreografie di Jerome Robbins.
Rodgers produsse un revival in scena al Lincoln Center per cinque settimane nel 1964. Edward Greenberg curava la regia, Yuriko ricreava la coreografie di Robbins, Irene Sharaff curava i costumi (come aveva già fatto a Broadway nel 1951 e nel film del 1956) e il cast comprendeva: Risë Stevens (Anna), Darren McGavin (Re), Michael Kermoyan (Kralahome), Frank Poretta (Lun Tha), Lee Venora (Tuptim) e Patricia Neway (Lady Thiang).
Il primo revival londinese rimase in scena all'Adelphi Theatre per 260 repliche dal 10 ottobre 1973 al 25 maggio 1974, con la regia di Roger Redfarn e le coreografie di Sheila O'Neill. La produzione, nata come una tournée delle province inglesi nella primavera 1973, aveva come protagonisti Sally Ann Howes e Peter Wyngarde e ricevette recensioni contrastanti: alcuni critici criticarono la messa in scena e lodarono i protagonisti, mentre altri identificarono Howes e Wyngarde come gli anelli deboli della produzione.

### Tour e revival con Yul Brynner

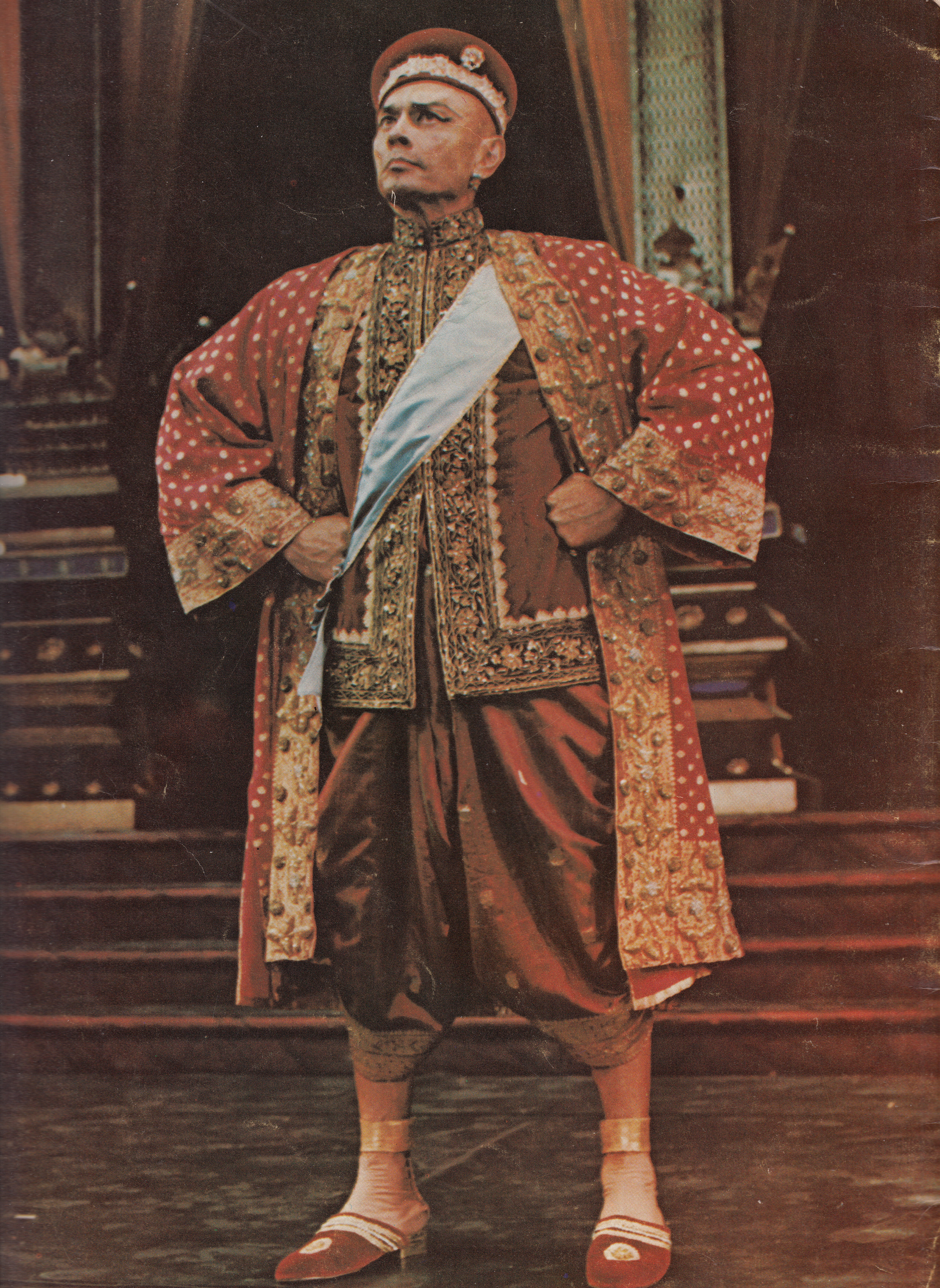
Yul Brynner nel ruolo del Re del Siam (tour, 1977)

All'inizio del 1976, i produttori Lee Gruber e Shelly Gross offrirono a Yul Brynner la possibilità di tornare a interpretare in un tour statunitense e a Broadway il ruolo che lo aveva lanciato venticinque anni prima. La tournée fu inaugurata a Los Angeles il 26 luglio 1976, con Constance Towers nel ruolo di Anna, e la sera della prima Brynner soffrì di una laringite così forte che si limitò a mimare le parole mentre il figlio Rock cantava e recitava i dialoghi dalla buca dell'orchestra. Il tour registrò il tutto esaurito in numerose città statunitensi prima di debuttare all'Uris Theatre di Broadway il 2 maggio 1977. Yuriko curava la regia e ricreava il lavoro di Robbins, mentre il resto del cast comprendeva Martin Vidnovic (Lun Tha) e June Angela (Tuptim), con Michael Kermoyan ancora una volta nel ruolo del Kralahome. Il musical rimase in scena a Broadway per 696 repliche (quasi due anni) e i due protagonisti si presero tre settimane di vacanze nel 1978, in cui vennero rispettivamente sostituiti da Michael Kermoyan e Angela Lansbury.
Al termine delle repliche newyorchese, il tour andò avanti con Brynner e Tower attraverso gli Stati Uniti. Il 12 giugno 1979 la produzione debuttò al London Palladium di Londra con Brynner, Virginia McKenna (Anna), June Angela (Tuptim) e John Bennett (Kralahome); il musical rimase in scena fino al 27 settembre 1980 e la McKenna vinse il Laurence Olivier Award alla miglior attrice in un musical. Al termine delle repliche londinesi, Brynner si prese alcuni mesi di pausa, prima di ritornare a interpretare il Re del Siam nel tour statunitense inaugurato all'inizio del 1981. Mitch Leigh produsse e diresse il tour, mentre Rebecca West ricreava la coreografia di Robbins e danzava nel ruolo di Simon nella sequenza tratta dalla capanna dello zio Tom. Patricia Marand interpretava Anna, Michael Kermoyan il Kralahome e Patricia Welch Tuptim. Verso la fine dell'anno Kate Hunter Brown sostituì la Marand nel ruolo di Anna e recitò la parte per oltre diciotto mesi.
Nel 1983 Mary Beth Peil si unì al cast nel ruolo di Anna e il 13 settembre dello stesso anno Yul Brynner celebrò la sua quattromillesima replica nel ruolo del Re. Lo stesso giorno gli fu diagnosticato un cancro inoperabile ai polmoni. Il tour fu sospeso per alcuni mesi per permettere a Brynner di ricevere la radioterapia, che si rivelò inefficace. Il gennaio 1985 The King and I tornò a Broadway con Brynner, Peil, Welch e Kermoyan, e rimase in scena per 191 repliche. La quarta moglie di Brynner, Kathy Lee Brynner, interpretava Eliza. Per facilitare il lavoro a Brynner, la canzone “A Puzzlement” fu cancellata per quella che fu spacciata al pubblico per un'infezione alla gola del primattore. La performance dello storico interprete del Re del Siam fu comunque un grandissimo successo e l'attore vinse uno speciale Tony Award; Mary Beth Peil fu candidata al Tony Award alla miglior attrice non protagonista in un musical per la sua Ms Anna. L'ultima rappresentazione si tenne la domenica 30 giugno 1985, che coincise con la replica numero 4625 di Brynner. L'attore morì quattro mesi dopo, il 10 ottobre 1985.
Dall'agosto 1989 al marzo 1990, un nuovo tour diretto da Arthur Storch e con le coreografie di Robbins attraversò il Nord America. Rudol'f Nureev interpretava il Re del Siam, mentre Liz Robertson vestiva i panni di Ms Anna. La performance di Nureev fu stroncata unanimemente dai critici, che gli rimproverarono le scarse abilità nella recitazione.
James Hammerstein curò la regia di un breve revival del musical al Sadler's Wells di Londra, rimasto in cartellone dal 12 febbraio al 30 marzo 1991. Susan Hampshire interpretava Ms Anna, Sandra Browne cantava il ruolo di Lady Thiang e Matsumoto Hakuō II, noto attore kabuki, recitava nel ruolo del Re del Siam; le coreografie erano di Yuriko. Nonostante la breve permanenza in cartellone, il revival ottenne una candidatura ai Laurence Olivier Award: la Browne ricevetta infatti una nomination al Laurence Olivier Award alla miglior performance in un ruolo non protagonista in un musical. Durante l'estate lo stesso allestimento fu riproposto al teatro dell'opera di Manchester.

### L'influenza di Renshaw (1991-2002)
La prima produzione ad allontanarsi drasticamente dallo spirito e dall'estetica dell'allestimento originale fu il revival australiano del 1991, diretto dal regista britannico Christopher Renshaw e con Hayley Mills nel ruolo di Ms Anna. Ignorando le direzioni sceniche del libretto di Hammestein, Renshaw tentò di avvicinare il musical alla cultura thai e di enfatizzare lo scontro culturale tra Anna ed il Re: il suo Siam divenne più sinistro e meno fiabesco, la sua Anna meno elegante e più forte, il Re più giovane. Gli allestimenti di Renshaw portarono alla luce anche la tensione erotica tra il Re e la tutrice, in un modo rimasto più sotteso negli allestimenti precedenti. Renshaw eliminò alcune battute e ne fece tradurre altre in thailandese per rafforzare l'idea di essere in un paese straniero, oltre ad insistere fortemente che tutti i personaggi siamesi venissero interpretati da attori asiatici. Collaborò con Lar Lubovitch e Jerome Robbins nel creare balletti più spirituali per l'entrata in scena del Re nel primo atto e per la processione del sacro elefante bianco nel secondo, i costumi di Roger Kirk si attennero strettamente alla moda siamese del diciannovesimo secolo e così anche le scenografie di Brian Thompson. Centinaia di immagine di elefanti furono scolpite ovunque sul set e nel primo atto un enorme Buddha di Smeraldo incombeva dal fondo del palcoscenico. In un musical fortemente improntato sull'incontro/scontro tra due culture, Renshaw considerò il libretto troppo datato e viziato dall'orientalismo degli anni 50, con una visione quasi stereotipica del Siam e, soprattutto, del suo regnante. L'approccio di Renshaw era caratterizzato da una profonda sensibilità verso la cultura, tradizione e religione thailandese, che infuse nella sua rilettura del musical. La storica del teatro Eileen Blumenthal criticò la posizione di Renshaw, accusandolo di dirigere un King and I per l'epoca del politicamente corretto; pur riconoscendo l'insensibilità dell'Oriente ricreato da Hammerstein, la professore Blumenthal sostenne che il musical era avanti rispetto ad altre rappresentazioni degli anni 50, caratterizzate da un orientalismo esasperato e da un'eccessiva esoticizzazione di personaggi asiatici. Soprattutto, secondo la Blumenthal, il musical non ha mai voluto ricreare una rappresentazione realistica del Sud-est asiatico, ma evidenziare la mentalità europeista dell'occidente creando un Oriente fantastico ed esotico.
La produzione di Renshaw debuttò al Neil Simon Theatre di Broadway l'11 aprile 1996, con Donna Murphy nel ruolo di Anna e Lou Diamond Phillips in quello del Re. Accanto a loro nel cast, Jose Llana (Lun Tha), Joohee Choi (Tuptim), Taewon Yi Kim (Lady Thiang) e Jenna Ushkowitz al suo debutto a Broadway nel ruolo di una delle principessine. Apprezzatissime furono le interpretazioni di Phillips, Kim e Murphy, che vinse il suo secondo Tony Award alla miglior attrice protagonista in un musical (il primo lo aveva vinto l'anno prima per Passion). Allo scadere del suo contratto, la Murphy fu sostituita da Faith Prince e poi da Marie Osmond, mentre Kevin Gray rimpiazzò Phillips. Il revival restò in scena per 780 repliche e, dopo aver chiuso a Broadway, partì in un tour statunitense. Hayley Mills tornò a recitare nel tour statunitense, accanto al Re di Victor Talmadge; allo scadere del suo contratto la Mills fu sostituita da Marie Osmond, Sandy Duncan, Stefanie Powers e Maureen McGovern, che chiuse la tournée a Chicago nel giugno 1998.
La produzione di Renshaw andò in scena a Londra nel 2000, con le coreografie di Lubovitch, le scene di Thompson e i costumi di Kirk. Il revival debuttò il 3 maggio 2000 al London Palladium, con la primadonna del teatro inglese Elaine Paige nel ruolo di Anna e Jason Scott Lee in quello del Re, mentre Taewon Yi Kim riprese il suo ruolo di Lady Thiang. La produzione fu un enorme successo commerciale e vendette oltre biglietti per un valore di otto milioni di sterlina prima ancora di andare in scena. Alcuni critici lamentarono una mancanza di chimica tra Paige e Lee e la Thiang di Kim ottenne le recensioni migliori, oltre a venir candidata al Laurence Olivier Award alla miglior performance in un ruolo non protagonista in un musical. L'allestimento chiuse il 5 gennaio 2002.

### Produzioni più recenti
Baayork Lee, che recitò nella produzione originale all'età di cinque anni, diresse il tour statunitense del 2004, coreografato da Susan Kikuchi su modello dei movimenti di Robbins. Martin Vidnovic (Lun Tha a Broadway nel 1977) interpretava il Re, mentre Sandy Duncan interpretò Anna per un anno. Stefanie Powers rimpiazzò la Duncan all'inizio del 2005 e continuò ad interpretare il ruolo fino a novembre. La regia della Lee fu lodata soprattutto per essere stata capace di smussare gli angoli del libretto di Hammerstein, soprattutto quelli legati alla questione Oriente-Occidente: con il passare degli anni, infatti, la versione di Hammerstein è diventata sempre più discussa e l'orientalismo del musical è stato accostato a del vero e proprio razzismo.
Nel 2009 Jeremy Sams ha diretto e Kikuchi ha coreografato una produzione andata in scena per una settimana alla Royal Albert Hall, con Maria Friedman nel ruolo di Ms Anna e Daniel Dae Kim in quello del Re. Nel dicembre 2010 Paul Kerryson ha diretto un revival di The King and I in scena al Curve Theatre di Leicester con Janie Dee e Chook Sibtain, accolto freddamente dalla critica. Nel dicembre 2011 un tour inglese del musical ha debuttato ad Edimburgo ed è rimasto in tournée fino al maggio 2011 con Josefina Gabrielle nel ruolo di Anna e Ramon Tikaram in quello del Re.
Nel giugno 2014 Lee Blakely ha diretto una produzione in inglese del musical al Théâtre du Châtelet di Parigi, con Susan Graham nel ruolo di Anna, Lambert Wilson nella parte del Re e Lisa Milne in quello di Lady Thiang; la produzione fu accolta entusiasticamente sia dalla critica francese che da quella internazionale. Un mese prima, l'Opera Australia aveva riprosposto l'allestimento di Renshaw, che questa volta fu criticata per dipingere la corte siamese come un luogo di barbarie. Lisa McCune e Teddy Tahu Rhodes interpretavano i ruoli principali.
Bartlett Sher ha diretto il quarto revival di Broadway, debuttato al Vivian Beaumont Theatre del Lincoln Center il 16 aprile 2015, con anteprime a partire dal 12 marzo. Il cast era composto da: Kelli O'Hara (Anna), Ken Watanabe (Re), Ruthie Ann Miles (Lady Thiang), Conrad Ricamora (Lun Tha), Ashley Park (Tuptin). Le coreografie, basate su quelle di Robbins, erano di Christopher Gattelli, i costumi di Catherine Zuber, le scenografie di Michael Yeargan e le luci di Donald Holder. Le recensioni furono unanimemente eccellenti e lodarono l'eccellenza del cast e la regia di Sher, capace di ribilanciare gli equilibri del libretto. Hool Lee, Jose Llana e Daniel Dae Kim sostituirono Watanabe nel ruolo del Re, mentre Marin Mazzie rimpiazzò O'Hara nella parte di Ms Anna. Il revival chiuse il 26 giugno 2016 dopo 538 repliche. Nel novembre 2016 partì un tour statunitense del musical con Laura Michelle Kelly, mentre nel giugno 2018 il revival di Sher debutta al London Palladium con Kelli O'Hara e Ken Watanabe nei ruoli già interpretati a Broadway. Le recensioni sono state ancora una volta positive - per quanto alcuni critici abbiano sollevato una visione troppo romanticizzata dell'imperialismo britannico - e unanimi sono state le lodi per Kelli O'Hara. Dall'aprile 2019 all'aprile 2010 la produzione di Sher è andata in tour nel Regno Unito con Jose Llana nel ruolo del Re del Siam ed Annalene Beechey, la sostituta di Kelli O'Hara a Londra, in quello di Anna. Nell'estate del 2019 Kelli O'Hara e Ken Watanabe tornato a recitare nella produzione di Sher, questa volta per una stagione limitata in scena al Tokyu Theatre Orb di Tokyo.

## Adattamenti

Yul Brynner e Deborah Kerr nel film di Walter Lang

Nel 1956 Walter Lang diresse l'acclamato omonimo adattamento cinematografico del musical, con Yul Brynner nel ruolo del Re, Deborah Kerr nel ruolo di Anna (doppiata nel canto da Marni Nixon), Rita Moreno nella parte di Tuptin (doppiata nel canto da Leona Gordon); Martin Benson (Kralahome), Terry Saunder (Lady Thiang) e Patrick Adiarte (Chulalongkorn) tornarono a ricoprire i ruoli già interpretati a teatro, mentre Alan Mowbray interpretò l'ambasciatore inglese. Alcune canzoni vennero eliminate, ma il film è fedele al libretto di Hammestein; lo storico del teatro musicale Thomas S. Hischak ha definito il film il miglior adattamento cinematografico di qualunque opera di Rodgers e Hammerstein. Il re ed io fu candidato a nove premi Oscar e ne vinse cinque: miglior attore protagonista a Yul Brynner, migliore scenografia a Lyle R. Wheeler, John DeCuir, Walter M. Scott e Paul S. Fox, migliori costumi a Irene Sharaff (già premiata costumista a Broadway nel 1951), miglior sonoro a Carlton W. Faulkner, miglior colonna sonora a Alfred Newman e Ken Darby. Ottennero candidature all'Oscar anche il film, la regia di Lang, Deborah Kerr e la fotografia di Leon Shamroy. Il film fu accusato di lesa maestà in Thailandia: la sua proiezione fu impedita, così come la messa in scena del musical.
Nel 1972, la CBS produsse una serie televisiva non musicale tratta dal musical, di cui seguiva fedelmente la trama, e Yul Brynner tornò ad interpretare il Re accanto all'Anna di Samantha Eggar. La serie, intitolata Anna ed io, fu un flop e venne cancellata dopo 13 episodi. Facevano parte del cast anche Keye Luke (Kralahome), Eric Shea (Louis Owens), Brian Tochi (Chulalongkorn) e Rosalind Chao (Principessa Serena). Margaret Landon si sentì offesa dal trattamento riservato al suo lavoro e fece causa, senza successo, per violazione di copyright.
La rivista Jerome Robbins' Broadway andò in scena a Broadway per 688 repliche tra il febbraio 1989 e il settembre 1990; in essa veniva celebrata l'opera del coreografo Jerome Robbins, ricostruita da Yuriko, e scene da The King and I furono ricreate come nella produale di Broadway del 1951. Tra esse "Shall We Dance" e "The Small House of Uncle Thomas".
La Crest Animation Productions e Morgan Creek Entertainment Group ha prodotto un film d'animazione tratto dal romanzo della Landon e con le musiche di Rodgers e Hammerstein, Il re ed io. Diretto da Richard Rich, il cartone animato non era fedele al musical, ma anzi includeva elementi fantastici come cuccioli di drago e altro. Diverse canzoni del musical furono utilizzate e cantate da Christiane Noll nel ruolo di Anna e Martin Vidnovic in quello del Re; Vidnovic aveva recitato anche nel musical, nel ruolo di Lun Tha a Broadway nel 1977. Durante i titoli di cosa, Barbra Streisand canta un medley di "I Have Dreamed", "We Kiss in a Shadow" e "Something Wonderful". Il film fu un flop a livello critico e commerciale e la Rodgers & Hammerstein Organization ha espresso rammarico per aver concesso i diritti.

## Musica e incisioni discografiche

### Colonna sonora
Richard Rodgers tentò di ricreare suoni orientaleggianti nella partitura, ricorrendo a semitoni diatonici in "A Puzzlement", una melodia al flauto in "We Kiss in the Shadow" e alla quinta giusta. La musical per "The Small House of Uncle Thomas" fu scritta in gran parte da Trude Rittmann, arrangiatrice musicale dei balletti, anche se nella lunga sequenza musicale vengono citati "Hello, Young Lovers" e "A Puzzlement". Prima che Rodgers e Hammestein cominciassero a scrivere insieme la forma dominante delle canzoni dei musical seguivano la cosiddetta "AABA song form", ma in The King and I Rodgers apportò diverse variazioni al tema. "I Have Dreamed", per esempio, consiste di numerose diverse variazioni dello stesso teme fino alla fine, dove si aggiunge una nuova melodia.

William Hyland, il biografo di Rodgers, ha affermato che la colonna sono di The King and I è legata più strettamente all'azione drammatica rispetto ai suoi musical precedenti, tra cui il grande successo South Pacific, in cui le canzoni servivano più che altro da intrattenimento. Ad esempio, "I Whistle a Happy Tune", la canzone che apre il musical, esprime la paura di Anna nell'entrare in un paese straniero con il figlio, ma la melodia allegra suggerisce la sua determinazione nel superare le avversità. Lo storico del teatro musicale William G. Hyland ha fatto notare che "Hello, Young Lovers" è canzone in puro stile Rodgers: nelle prime otto battute si alternano solo due diversi accordi, ma la canzone resta commovente nella sua semplicità.

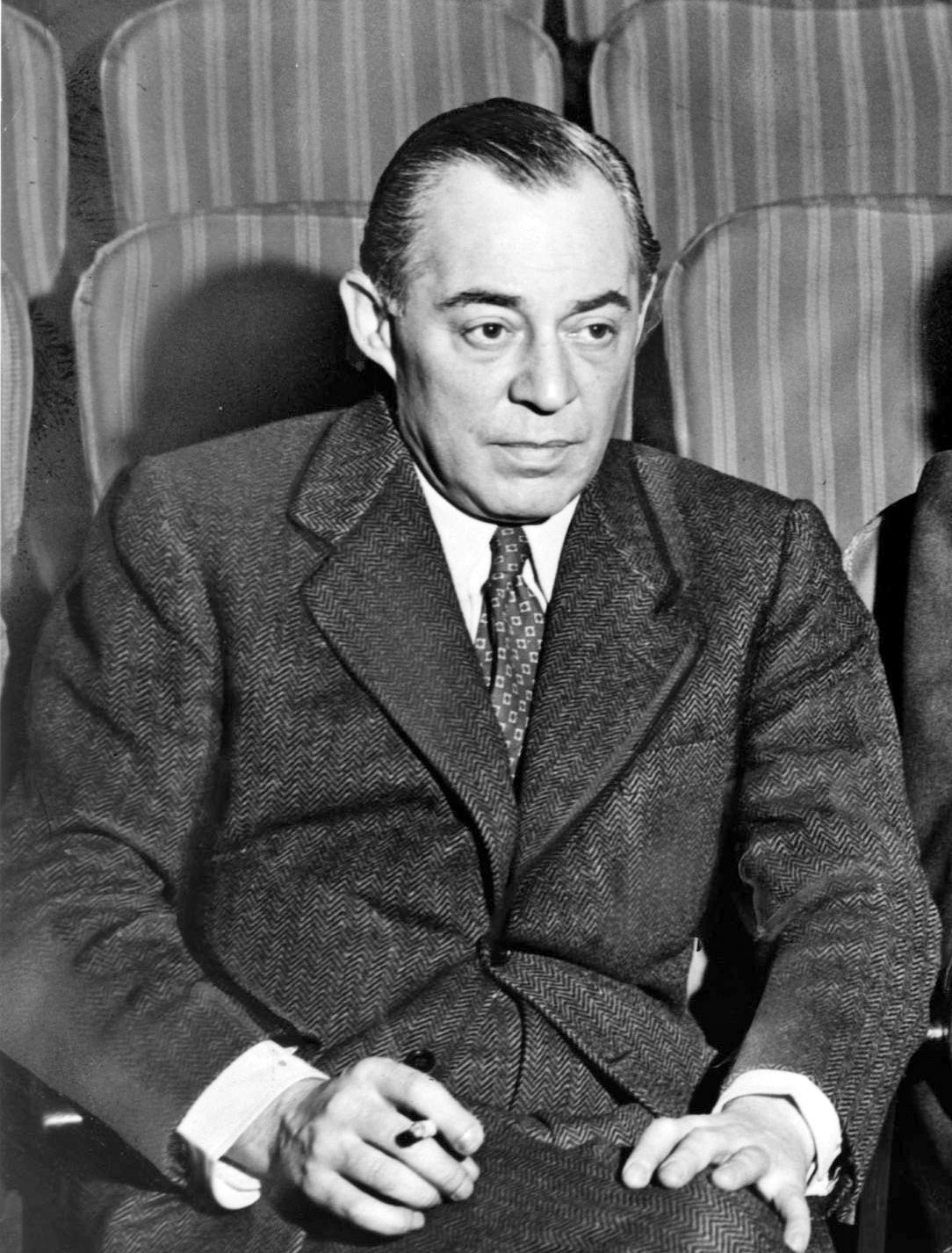
Richard Rodgers

### Incisioni discografiche
La Decca Records pubblicò la colonna sonora cantata dal cast originale di Broadway nel 1951 e l'album fu inserito nella Grammy Hall of Fame Award nel 2000. Il critico John Kenrick ha fatto notare che i punti forti dell'album sono il calore della Lawrence e le performance vocali della coppia secondaria, Larry Douglas e Doretta Morrow, ma si lamentò del fatto che "Shall We Dance?" fosse stata accorciata per la registrazione e che nell'album nessun bambino cantasse: nei momenti corali di "Getting to Know You", infatti, solo le mogli del Re cantano con Anna e non i principini. Thomas S. Hischak, parlando dell'incisione del cast londinese del 1953, ha evidenziato come la performance vocale di Valerie Hobson non sia superiore a quella della Lawrence, ma che la Lady Thiang di Muriel Smith regalava una vera gemma con la sua "Something Wonderful"; Hischak ha lamentato anche gli eccessivi tagli alla partitura. Al contrario, Hischak ha molto apprezzato la colonna sonora dell'adattamento cinematografico e, in particolare, la voce di Marni Nixon che doppiava Deborah Kerr nel canto; Kenrick, invece, pur apprezzando la voce della Nixon, non riteneva gli altri interpreti all'altezza.
Alle prime tre incisioni discografiche Kenrick preferì quella del Lincoln Center del 1964, di cui apprezzò molto le interpretazioni di Risë Stevens nel ruolo di Anna e Patricia Neway in quello di Lady Thiang. La novità di questo album è stato includere " "The Small House of Uncle Thomas", una scelta che, a causa del fatto che un LP potesse contenere solo cinquanta minuti di musica, portò all'eliminazione di altre canzoni. Secondo Kenrick la migliore incisione discografica del musical è l'album del revival del Broadway del 1977: non solo Yul Brynner era vocalmente al suo meglio, ma la Anna di Constance Towers era "grande" e le performance in ruoli minori di Martin Vidnovic, June Angela e del resto del cast erano "favolose". Tuttavia, ancora una volta si lamentò dei tagli e, soprattutto, di quello del balletto. Al contrario di Kenrick, Hischak non amò la performance di Brynner, di cui preferì le incisioni precedenti perché "più vibranti". Kenrick lodò l'album in studio del 1992 e definì la performance di Julie Andrews "pura magia", ed apprezzò anche il cast recording di Broadway del 1996: lodò le interpretazioni di Donna Murphy e fece presente che Lou Diamond Phillips è l'unico Re ad allontanarsi dall'ombra di Brynner. Hischak apprezzò l'Anna di Christiane Noll e il Re di Martin Vidnovic nella colonna sonora del film d'animazione del 1999, considerando l'album migliore del film stesso. L'album del revival di Broadway del 2015 con Kelli O'Hara e Ken Watabe fu candidato al Grammy Award al miglior album di un musical teatrale.

## Premi e candidature

### Broadway, 1951
| Anno | Premio       | Categoria                                     | Candidato                 | Risultato       | Note    |
| ---- | ------------ | --------------------------------------------- | ------------------------- | --------------- | ------- |
| 1952 | Tony Award   | Miglior musical                               | Miglior musical           | Vincitore/trice | [ 100 ] |
| 1952 | Tony Award   | Miglior attrice protagonista in un musical    | Gertrude Lawrence         | Vincitore/trice | [ 100 ] |
| 1952 | Tony Award   | Miglior attore non protagonista in un musical | Yul Brynner               | Vincitore/trice | [ 100 ] |
| 1952 | Tony Award   | Miglior scenografia                           | Jo Mielziner              | Vincitore/trice | [ 100 ] |
| 1952 | Tony Award   | Migliori costumi                              | Irene Sharaff             | Vincitore/trice | [ 100 ] |
| 2000 | Grammy Award | Grammy Hall of Fame Award                     | Grammy Hall of Fame Award | Vincitore/trice | [ 100 ] |

### Broadway, 1977
| Anno | Premio           | Categoria                     | Candidato       | Risultato   | Note    |
| ---- | ---------------- | ----------------------------- | --------------- | ----------- | ------- |
| 1977 | Drama Desk Award | Miglior musical               | Miglior musical | Candidato/a | [ 101 ] |
| 1977 | Drama Desk Award | Miglior attore in un musical  | Yul Brynner     | Candidato/a | [ 101 ] |
| 1978 | Drama Desk Award | Miglior attrice in un musical | Angela Lansbury | Candidato/a | [ 101 ] |

### Londra, 1979
| Anno | Premio                 | Categoria                     | Candidato        | Result          | Ref     |
| ---- | ---------------------- | ----------------------------- | ---------------- | --------------- | ------- |
| 1979 | Laurence Olivier Award | Miglior attrice in un musical | Virginia McKenna | Vincitore/trice | [ 102 ] |

### Broadway, 1985
| Anno | Premio     | Categoria                                      | Candidato      | Risultato       | Note    |
| ---- | ---------- | ---------------------------------------------- | -------------- | --------------- | ------- |
| 1985 | Tony Award | Premio speciale                                | Yul Brynner    | Vincitore/trice | [ 100 ] |
| 1985 | Tony Award | Miglior attrice non protagonista in un musical | Mary Beth Peil | Candidato/a     | [ 100 ] |
| 1985 | Tony Award | Miglior regia di un musical                    | Mitch Leigh    | Candidato/a     | [ 100 ] |

### Londra, 1991
| Anno | Premio                 | Categoria                                                      | Candidato     | Risultato   | Note    |
| ---- | ---------------------- | -------------------------------------------------------------- | ------------- | ----------- | ------- |
| 1991 | Laurence Olivier Award | Miglior performance in un ruolo non protagonista in un musical | Sandra Browne | Candidato/a | [ 103 ] |

### Broadway, 1996
| Anno | Premio              | Categoria                                      | Candidato                     | Risultato       | Note    |
| ---- | ------------------- | ---------------------------------------------- | ----------------------------- | --------------- | ------- |
| 1996 | Tony Award          | Miglior revival di un musical                  | Miglior revival di un musical | Vincitore/trice | [ 100 ] |
| 1996 | Tony Award          | Miglior attore protagonista in un musical      | Lou Diamond Phillips          | Candidato/a     | [ 100 ] |
| 1996 | Tony Award          | Miglior attrice protagonista in un musical     | Donna Murphy                  | Vincitore/trice | [ 100 ] |
| 1996 | Tony Award          | Miglior attrice non protagonista in un musical | Joohee Choi                   | Candidato/a     | [ 100 ] |
| 1996 | Tony Award          | Miglior regia di un musical                    | Christopher Renshaw           | Candidato/a     | [ 100 ] |
| 1996 | Tony Award          | Miglior scenografia                            | Brian Thomson                 | Vincitore/trice | [ 100 ] |
| 1996 | Tony Award          | Migliori costumi                               | Roger Kirk                    | Vincitore/trice | [ 100 ] |
| 1996 | Tony Award          | Migliori luci                                  | Nigel Levings                 | Candidato/a     | [ 100 ] |
| 1996 | Drama Desk Award    | Miglior revival di un musical                  | Miglior revival di un musical | Vincitore/trice | [ 104 ] |
| 1996 | Drama Desk Award    | Miglior attore in un musical                   | Lou Diamond Phillips          | Candidato/a     | [ 104 ] |
| 1996 | Drama Desk Award    | Miglior attrice in un musical                  | Donna Murphy                  | Candidato/a     | [ 104 ] |
| 1996 | Drama Desk Award    | Miglior regia di un musical                    | Christopher Renshaw           | Vincitore/trice | [ 104 ] |
| 1996 | Drama Desk Award    | Miglior scenografia                            | Brian Thomson                 | Vincitore/trice | [ 104 ] |
| 1996 | Drama Desk Award    | Migliori costumi                               | Roger Kirk                    | Vincitore/trice | [ 104 ] |
| 1996 | Drama Desk Award    | Migliori luci                                  | Nigel Levings                 | Candidato/a     | [ 104 ] |
| 1996 | Theatre World Award | Joohee Choi                                    | Joohee Choi                   | Vincitore/trice | [ 104 ] |
| 1996 | Theatre World Award | Lou Diamond Phillips                           | Lou Diamond Phillips          | Vincitore/trice | [ 104 ] |

### Londra, 2000
| Anno | Premio                 | Categoria                                                      | Candidato                        | Risultato   | Note    |
| ---- | ---------------------- | -------------------------------------------------------------- | -------------------------------- | ----------- | ------- |
| 2001 | Laurence Olivier Award | Miglior produzione di un musical                               | Miglior produzione di un musical | Candidato/a | [ 105 ] |
| 2001 | Laurence Olivier Award | Miglior performance in un ruolo non protagonista in un musical | Taewon Yi Kim                    | Candidato/a | [ 105 ] |
| 2001 | Laurence Olivier Award | Migliori scenografie                                           | Brian Thomson                    | Candidato/a | [ 105 ] |
| 2001 | Laurence Olivier Award | Migliori costumi                                               | Roger Kirk                       | Candidato/a | [ 105 ] |

### Broadway, 2015
| Anno | Premio           | Categoria                                      | Candidato                     | Risultato       | Note    |
| ---- | ---------------- | ---------------------------------------------- | ----------------------------- | --------------- | ------- |
| 2015 | Tony Award       | Miglior revival di un musical                  | Miglior revival di un musical | Vincitore/trice | [ 106 ] |
| 2015 | Tony Award       | Miglior attore protagonista in un musical      | Ken Watanabe                  | Candidato/a     | [ 106 ] |
| 2015 | Tony Award       | Miglior attrice protagonista in un musical     | Kelli O'Hara                  | Vincitore/trice | [ 106 ] |
| 2015 | Tony Award       | Miglior attrice non protagonista in un musical | Ruthie Ann Miles              | Vincitore/trice | [ 106 ] |
| 2015 | Tony Award       | Miglior regia di un musical                    | Bartlett Sher                 | Candidato/a     | [ 106 ] |
| 2015 | Tony Award       | Miglior scenografia                            | Michael Yeargan               | Candidato/a     | [ 106 ] |
| 2015 | Tony Award       | Migliori costumi                               | Catherine Zuber               | Vincitore/trice | [ 106 ] |
| 2015 | Tony Award       | Migliori luci                                  | Donald Holder                 | Candidato/a     | [ 106 ] |
| 2015 | Tony Award       | Miglior coreografia                            | Christopher Gattelli          | Candidato/a     | [ 106 ] |
| 2015 | Drama Desk Award | Miglior revival di un musical                  | Miglior revival di un musical | Vincitore/trice | [ 107 ] |
| 2015 | Drama Desk Award | Miglior sound design                           | Scott Lehrer                  | Candidato/a     | [ 107 ] |
| 2016 | Grammy Award     | Miglior album di un musical teatrale           | David Lai & Ted Sperling      | Candidato/a     | [ 108 ] |

### Londra, 2018
| Anno | Premio                  | Categoria                                       | Candidato                     | Result          | Ref     |
| ---- | ----------------------- | ----------------------------------------------- | ----------------------------- | --------------- | ------- |
| 2018 | Evening Standard Award  | Miglior performance in un musical               | Kelli O'Hara                  | Candidato/a     | [ 109 ] |
| 2019 | Laurence Olivier Awards | Miglior revival di un musical                   | Miglior revival di un musical | Candidato/a     | [ 110 ] |
| 2019 | Laurence Olivier Awards | Miglior attore in un musical                    | Ken Watanabe                  | Candidato/a     | [ 110 ] |
| 2019 | Laurence Olivier Awards | Migliore attrice in un musical                  | Kelli O'Hara                  | Candidato/a     | [ 110 ] |
| 2019 | Laurence Olivier Awards | Migliore attrice non protagonista in un musical | Ruthie Ann Miles              | Candidato/a     | [ 110 ] |
| 2019 | Laurence Olivier Awards | Migliori coreografie                            | Christopher Gattelli          | Candidato/a     | [ 110 ] |
| 2019 | Laurence Olivier Awards | Migliori costumi                                | Catherine Zuber               | Vincitore/trice | [ 110 ] |

## Discografia
- The King and I - Broadway/Gertrude Lawrence/Yul Brynner, Decca - Grammy Hall of Fame Award 2000
- Il re ed io (colonna sonora del film), Capitol - Marni Nixon/Yul Brynner; prima posizione nella Official Albums Chart per 48 settimane
- The King and I - Barbara Cook/Theodore Bikel/Anita Darian/Jeanette Scovotti, 1964 Sony BMG
- The King and I - Lincoln Center/Risë Stevens/Darren McGavin/Patricia Neway, 1964 BMG
- The King and I - Broadway/Constance Towers/Yul Brynner, 1977 RCA
- The King and I - John Mauceri/Hollywood Bowl Orchestra/Julie Andrews/Ben Kingsley/Lea Salonga/Peabo Bryson/Marilyn Horne, 1992 Decca
- The King and I: First Complete Recording - Valerie Masterson/Christopher Lee, 1994 Jay Records
- The King and I - Broadway/Donna Murphy/Lou Diamond Phillips, 1996 Varese Sarabande
- The King and I - Studio Cast/Julia McKenzie/Keith Mitchell, 1997 Carlton Home Entertainment
- Il re ed io (colonna sonora del film) - Christiane Noll/Barbra Streisand, 1999 Sony
- The King And I - West End/Elaine Paige/Jason Scott Lee, 2000 Warner Bros.
- The King and I - Broadway/Kelli O'Hara/Ken Watanabe/Ashley Park/Ruthie Ann Miles/Conrad Ricamora, 2015 Universal UMG